# António Botelho
Pour les articles homonymes, voir Botelho.
António Botelho, de son nom complet António José da Silva Botelho, est un footballeur portugais né le 8 mai 1947 à Lisbonne. Il évoluait au poste de gardien de but.

## Biographie

### En club
Formé au Benfica Lisbonne, il commence sa carrière à l'Atlético Portugal en 1966 en première division portugaise,.
Après un prêt dans le club des Leões Santarém, pour la saison 1967-1968, il évolue de nouveau en première division pendant un an avec l'Atlético CP,.
Il signe en 1970 au Sporting Portugal, qu'il représente pendant cinq saisons, avec lequel il est Champion du Portugal en 1974, même s'il reste très majoritairement un second choix pour le club,.
Entre 1974 et 1977, il évolue au Boavista FC et gagne une place dans le onze. Il remporte deux Coupe du Portugal en 1975 et en 1976 avec le club de la ville de Porto,.
Il revient au Sporting en 1977 avec le statut de gardien de but titulaire. Il remporte à nouveau la coupe nationale en 1978,.
Il rejoint le club rival du Benfica Lisbonne en 1979. En 1980 et 1981, il remporte deux autres coupes du Portugal,.
Il signe en 1982 au Amora FC, il est relégué en deuxième division portugaise dès la première saison. Après une deuxième saison dans le club, il le quitte pour finir sa carrière dans des clubs des divisions inférieures,.
Il dispute 208 matchs en première division portugaise,.

### En équipe nationale
International portugais, il reçoit trois sélections en équipe du Portugal entre 1975 et 1978.
Son premier match est disputé le 3 décembre 1975 dans le cadre des qualifications pour l'Euro 1976 contre Chypre (victoire 1-0 à Setúbal).
Sa deuxième sélection est disputée le 7 avril 1976 en amical contre l'Italie (défaite 1-3 à Turin).
Son dernier match est joué en amical le 8 mars 1978 contre la France (défaite 0-2 à Paris).

## Palmarès
Avec le Sporting Portugal :
- Champion du Portugal en 1974
- Vainqueur de la Coupe du Portugal en 1974 et 1978

Avec le Boavista FC :
- Vainqueur de la Coupe du Portugal en 1975 et 1976

Avec le Benfica Lisbonne :
- Vainqueur de la Coupe du Portugal en 1980 et 1981
- Vainqueur de la Supercoupe du Portugal en 1980